# Carmen Brouard
Carmen Brouard   (Port-au-Prince, 10 de febrer de 1909 - Montreal, 11 de desembre de 2005) Va ser una pianista, compositora i educadora musical haitiano-canadenca.
Va ser considerada la compositora haitiana més reeixida del seu temps. Era filla de Raphael Brouard, alcalde de Port-au-Prince, i de Cléomine Gaëtjens, que va donar a Brouard les seves primeres lliçons de piano. El seu germà era el poeta haitià Carl Brouard. De ben jove, es va traslladar a França amb la seva família, on continua els estudis al Conservatori de París. Continua els estudis al piano amb Lily Price i el seu espòs Justin Elie. Brouard va donar la seva primera actuació pública a una cafeteria parisenca. També es va formar amb Isidor Philipp. Va donar el seu primer concert a París l'octubre de 1929. Quan va tornar a Port-au-Prince, hi va començar a ensenyar música. Entre els seus alumnes hi havia el compositor i cantant Édouard Woolley.
Va tornar a França, on va continuar estudis amb Marguerite Long. A través de Long es va fer amiga amb el compositor Maurice Ravel. Brouard va tornar a Haití durant els anys quaranta del segle xx, i va tornar a França una altra vegada pels volts de 1955. El 1956 va ser admesa a la Facultat de Lletres de París.
Brouard es va instal·lar a la regió del Quebec el 1977; es va convertir en ciutadana canadenc el 1981. Amb Claude Dauphin, va fundar a Mont-real la Societat de Recerca i Difusió de la Música Haitiana el 1977. Va morir a Mont-real als 96 anys.
Es va casar amb Jean Magloire; la parella després es va divorciar. La seva filla Nadine va esdevenir escriptora.